# Operator (fizyka)
Operator – odwzorowanie liniowe działające w przestrzeni Hilberta.
Operatory stanowią jedno z fundamentalnych pojęć aparatu matematycznego mechaniki kwantowej:
- a) stan układu kwantowego określa wektor stanu, należący do przestrzeni Hilberta.
- b) zmiana w czasie stanu układu dokonuje się poprzez działanie na wektor stanu operatora unitarnego U.
- c) możliwe do otrzymania wartości wielkości fizycznych otrzymuje się jako wartości własne operatora hermitowskiego (obserwabli), który odpowiada pomiarowi danej wielkości fizycznej.
- d) Dokonując rozkładu wektora stanu na stany własne tego operatora hermitowskiego, otrzymuje się jako współrzędne amplitudy prawdopodobieństw otrzymania danej wartości wielkości fizycznej.